# Trimethylthallium
Trimethylthallium ist eine organische chemische Verbindung des Thalliums aus der Gruppe der metallorganische Verbindungen.

## Gewinnung und Darstellung
Trimethylthallium kann durch Reaktion von Dimethylthalliumchlorid mit Methyllithium gewonnen werden.
{\displaystyle \mathrm {(CH_{3})_{2}TlCl+LiCH_{3}\longrightarrow Tl(CH_{3})_{3}+LiCl} }
Alternativ kann es durch Methyllithium mit Methyliodid und Thallium(I)-iodid gewonnen werden.
{\displaystyle \mathrm {2\ LiCH_{3}+CH_{3}I+TlI\longrightarrow Tl(CH_{3})_{3}+2\ LiI} }

## Eigenschaften
Trimethylthallium ist ein farbloser, selbstentzündlicher, leicht flüchtiger, sehr giftiger, lichtempfindlicher Feststoff. Er ist empfindlich gegen Oxidation und Hydrolyse und brennt mit grüner Flamme. Die Verbindung ist monomer als Gas und in Lösung. Ab 90 °C erfolgt explosionsartiger Zerfall. Er besitzt eine tetragonale Kristallstruktur mit der Raumgruppe P42/n (Raumgruppen-Nr. 86) mit a = b = 13,464 Å und c = 6,379 Å. Vermutlich ist es isomorph zu Trimethylindium, mit acht Formeleinheiten pro Elementarzelle.